# Josep Antoni de Cabanyes i Ballester
Josep Antoni de Cabanyes i Ballester   (Vilanova i la Geltrú, 11 d'agost de 1797 - Vilanova i la Geltrú, 11 de juny de 1852) fou un comerciant i mecenes.

## Biografia
Fill primogènit de Llorenç de Cabanyes i Fuster i Caterina Ballester i Cabanyes, provinent d'una família aristòcrata de Catalunya, era germà del poeta romàntic Manuel de Cabanyes, i del pintor Joaquim de Cabanyes. Fou també un gran col·leccionista de llibres i de quadres, adquirits en bona part en els set anys de formació que va passar per diversos indrets d'Europa fent pràctiques de comerç internacional, i que es conserven a la Biblioteca de la Masia d'en Cabanyes. Casat el 1836 amb Josepa d'Olzinelles i de Romero, va tenir set fills, el major dels quals fou Llorenç de Cabanyes i d'Olzinelles. La família, vivint moments convulsos a Vilanova i Barcelona decideix embarcar-se cap a Mallorca, el 21 d'octubre de 1837. Serà a Mallorca on començarà les seves "Notas y observaciones hechas en mi viaje y permanencia en Mallorca". Hi romandrà dos anys menys cinc dies, tornant a Vilanova el 16 d'octubre de 1839. La mort de la seva esposa en el part del setè fill el 1844 el va dur a la depressió i a passar més temps a La Granada, que no pas a Vilanova. Morí a Vilanova el 1852, però fou enterrat a La Granada.